# Duboisia myoporoides
Duboisia myoporoides är en potatisväxtart som beskrevs av Robert Brown. Duboisia myoporoides ingår i släktet Duboisia och familjen potatisväxter. Inga underarter finns listade i Catalogue of Life.

## Bildgalleri

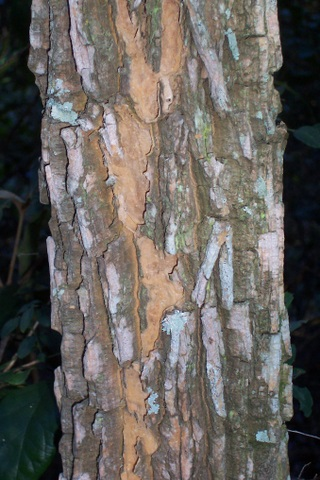
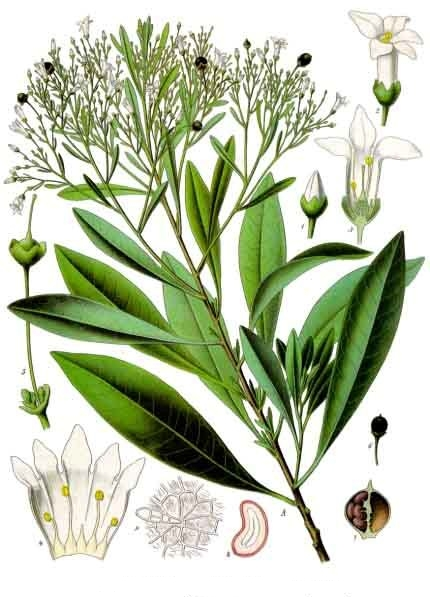